# Éliminatoires du Championnat d'Europe de football 1988
Navigation
Éliminatoires Euro 1984 Éliminatoires Euro 1992
Les éliminatoires du championnat d'Europe de football 1988 se déroulent de septembre 1986 à décembre 1987. 32 équipes nationales sont réparties en trois groupes de quatre et quatre groupes de cinq équipes, les vainqueurs de chaque groupe se qualifiant pour l'Euro 88 en Allemagne de l'Ouest dont l'équipe est qualifiée d'office.
Championne d'Europe en titre et troisième de la Coupe du monde 1986, l'équipe de France est éliminée. Les Bleus vivent en effet une difficile fin de cycle marquée par les retraites internationales des Bossis, Giresse, ou autres Rocheteau à l'été 1986 et celle de Michel Platini en 1987. Battus à domicile en novembre 1986 (une première en compétition depuis 1971) par une très bonne URSS qui d'ailleurs atteindra la finale de cet Euro, les Tricolores ne parviennent pas à se relancer au cours de ces éliminatoires. Une nette défaite (2-0) en Norvège le 16 juin 1987 met prématurément fin à leurs illusions et les Bleus terminent 3emes du groupe 3, loin derrière l'URSS et l'Allemagne de l'Est, après avoir remporté seulement une victoire en huit matchs.

## Groupe 1
| Rang | Équipe   | Pts | J | G | N | P | Bp | Bc | Diff |  | Résultats (▼ dom., ► ext.) |     |     |     |     |
| ---- | -------- | --- | - | - | - | - | -- | -- | ---- |  | -------------------------- | --- | --- | --- | --- |
| 1    | Espagne  | 10  | 6 | 5 | 0 | 1 | 14 | 6  | +8   |  | Espagne                    |     | 1-0 | 2-0 | 5-0 |
| 2    | Roumanie | 9   | 6 | 4 | 1 | 1 | 13 | 3  | +10  |  | Roumanie                   | 3-1 |     | 4-0 | 5-1 |
| 3    | Autriche | 5   | 6 | 2 | 1 | 3 | 6  | 9  | -3   |  | Autriche                   | 2-3 | 0-0 |     | 3-0 |
| 4    | Albanie  | 0   | 6 | 0 | 0 | 6 | 2  | 17 | -15  |  | Albanie                    | 1-2 | 0-1 | 0-1 |     |

## Groupe 2
| Rang | Équipe   | Pts | J | G | N | P | Bp | Bc | Diff |  | Résultats (▼ dom., ► ext.) |     |     |     |     |     |
| ---- | -------- | --- | - | - | - | - | -- | -- | ---- |  | -------------------------- | --- | --- | --- | --- | --- |
| 1    | Italie   | 13  | 8 | 6 | 1 | 1 | 16 | 4  | +12  |  | Italie                     |     | 2-1 | 3-0 | 3-2 | 5-0 |
| 2    | Suède    | 10  | 8 | 4 | 2 | 2 | 12 | 5  | +7   |  | Suède                      | 1-0 |     | 0-1 | 2-0 | 1-0 |
| 3    | Portugal | 8   | 8 | 2 | 4 | 2 | 6  | 8  | -2   |  | Portugal                   | 0-1 | 1-1 |     | 0-0 | 2-2 |
| 4    | Suisse   | 7   | 8 | 1 | 5 | 2 | 9  | 9  | 0    |  | Suisse                     | 0-0 | 1-1 | 1-1 |     | 4-1 |
| 5    | Malte    | 2   | 8 | 0 | 2 | 6 | 4  | 21 | -17  |  | Malte                      | 0-2 | 0-5 | 0-1 | 1-1 |     |

## Groupe 3
| Rang | Équipe             | Pts | J | G | N | P | Bp | Bc | Diff |  | Résultats (▼ dom., ► ext.) |     |     |     |     |     |
| ---- | ------------------ | --- | - | - | - | - | -- | -- | ---- |  | -------------------------- | --- | --- | --- | --- | --- |
| 1    | Union soviétique   | 13  | 8 | 5 | 3 | 0 | 14 | 3  | +11  |  | Union soviétique           |     | 2-0 | 1-1 | 2-0 | 4-0 |
| 2    | Allemagne de l'Est | 11  | 8 | 4 | 3 | 1 | 13 | 4  | +9   |  | Allemagne de l'Est         | 1-1 |     | 0-0 | 2-0 | 3-1 |
| 3    | France             | 6   | 8 | 1 | 4 | 3 | 4  | 7  | -3   |  | France                     | 0-2 | 0-1 |     | 2-0 | 1-1 |
| 4    | Islande            | 6   | 8 | 2 | 2 | 4 | 4  | 14 | -10  |  | Islande                    | 1-1 | 0-6 | 0-0 |     | 2-1 |
| 5    | Norvège            | 4   | 8 | 1 | 2 | 5 | 5  | 12 | -7   |  | Norvège                    | 0-1 | 0-0 | 2-0 | 0-1 |     |

## Groupe 4
| Rang | Équipe          | Pts | J | G | N | P | Bp | Bc | Diff |  | Résultats (▼ dom., ► ext.) |     |     |     |     |
| ---- | --------------- | --- | - | - | - | - | -- | -- | ---- |  | -------------------------- | --- | --- | --- | --- |
| 1    | Angleterre      | 11  | 6 | 5 | 1 | 0 | 19 | 1  | +18  |  | Angleterre                 |     | 2-0 | 3-0 | 8-0 |
| 2    | Yougoslavie     | 8   | 6 | 4 | 0 | 2 | 13 | 9  | +4   |  | Yougoslavie                | 1-4 |     | 3-0 | 4-0 |
| 3    | Irlande du Nord | 3   | 6 | 1 | 1 | 4 | 2  | 10 | -8   |  | Irlande du Nord            | 0-2 | 1-2 |     | 1-0 |
| 4    | Turquie         | 2   | 6 | 0 | 2 | 4 | 2  | 16 | -14  |  | Turquie                    | 0-0 | 2-3 | 0-0 |     |

## Groupe 5
| Rang | Équipe   | Pts | J | G | N | P | Bp | Bc | Diff |  | Résultats (▼ dom., ► ext.) |     |     |     |     |     |
| ---- | -------- | --- | - | - | - | - | -- | -- | ---- |  | -------------------------- | --- | --- | --- | --- | --- |
| 1    | Pays-Bas | 14  | 8 | 6 | 2 | 0 | 15 | 1  | +14  |  | Pays-Bas                   |     | 1-1 | 2-0 | 0-0 | 4-0 |
| 2    | Grèce    | 9   | 8 | 4 | 1 | 3 | 12 | 13 | -1   |  | Grèce                      | 0-3 |     | 2-1 | 1-0 | 3-1 |
| 3    | Hongrie  | 8   | 8 | 4 | 0 | 4 | 13 | 11 | +2   |  | Hongrie                    | 0-1 | 3-0 |     | 5-3 | 1-0 |
| 4    | Pologne  | 8   | 8 | 3 | 2 | 3 | 9  | 11 | -2   |  | Pologne                    | 0-2 | 2-1 | 3-2 |     | 0-0 |
| 5    | Chypre   | 1   | 8 | 0 | 1 | 7 | 3  | 16 | -13  |  | Chypre                     | 0-2 | 2-4 | 0-1 | 0-1 |     |

## Groupe 6
| Rang | Équipe          | Pts | J | G | N | P | Bp | Bc | Diff |  | Résultats (▼ dom., ► ext.) |     |     |     |     |
| ---- | --------------- | --- | - | - | - | - | -- | -- | ---- |  | -------------------------- | --- | --- | --- | --- |
| 1    | Danemark        | 8   | 6 | 3 | 2 | 1 | 4  | 2  | +2   |  | Danemark                   |     | 1-1 | 1-0 | 1-0 |
| 2    | Tchécoslovaquie | 7   | 6 | 2 | 3 | 1 | 7  | 5  | +2   |  | Tchécoslovaquie            | 0-0 |     | 2-0 | 3-0 |
| 3    | Pays de Galles  | 6   | 6 | 2 | 2 | 2 | 7  | 5  | +2   |  | Pays de Galles             | 1-0 | 1-1 |     | 4-0 |
| 4    | Finlande        | 3   | 6 | 1 | 1 | 4 | 4  | 10 | -6   |  | Finlande                   | 0-1 | 3-0 | 1-1 |     |

## Groupe 7
| Rang | Équipe               | Pts | J | G | N | P | Bp | Bc | Diff |  | Résultats (▼ dom., ► ext.) |     |     |     |     |     |
| ---- | -------------------- | --- | - | - | - | - | -- | -- | ---- |  | -------------------------- | --- | --- | --- | --- | --- |
| 1    | République d'Irlande | 11  | 8 | 4 | 3 | 1 | 10 | 5  | +5   |  | République d'Irlande       |     | 2-0 | 0-0 | 0-0 | 2-1 |
| 2    | Bulgarie             | 10  | 8 | 4 | 2 | 2 | 12 | 6  | +6   |  | Bulgarie                   | 2-1 |     | 2-0 | 0-1 | 3-0 |
| 3    | Belgique             | 9   | 8 | 3 | 3 | 2 | 16 | 8  | +8   |  | Belgique                   | 2-2 | 1-1 |     | 4-1 | 3-0 |
| 4    | Écosse               | 9   | 8 | 3 | 3 | 2 | 7  | 5  | +2   |  | Écosse                     | 0-1 | 0-0 | 2-0 |     | 3-0 |
| 5    | Luxembourg           | 1   | 8 | 0 | 1 | 7 | 2  | 23 | -21  |  | Luxembourg                 | 0-2 | 1-4 | 0-6 | 0-0 |     |

## Les qualifiés
Les 8 équipes qualifiées pour le tournoi final sont :
| - Allemagne de l'Ouest (pays organisateur) - Espagne - vainqueur du groupe 1 - Italie - vainqueur du groupe 2 - Union soviétique - vainqueur du groupe 3 - Angleterre - vainqueur du groupe 4 - Pays-Bas - vainqueur du groupe 5 - Danemark - vainqueur du groupe 6 - République d'Irlande - vainqueur du groupe 7 |

## Sources
- Site de l'UEFA - Euro 88
- (en) European Championship 1988 - Qualifying - Full Details, sur rsssf.com